# Tipula (Lunatipula) interrita
Tipula (Lunatipula) interrita is een tweevleugelige uit de familie langpootmuggen (Tipulidae). De soort komt voor in het Palearctisch gebied.